# Friedrich Daniel von Recklinghausen

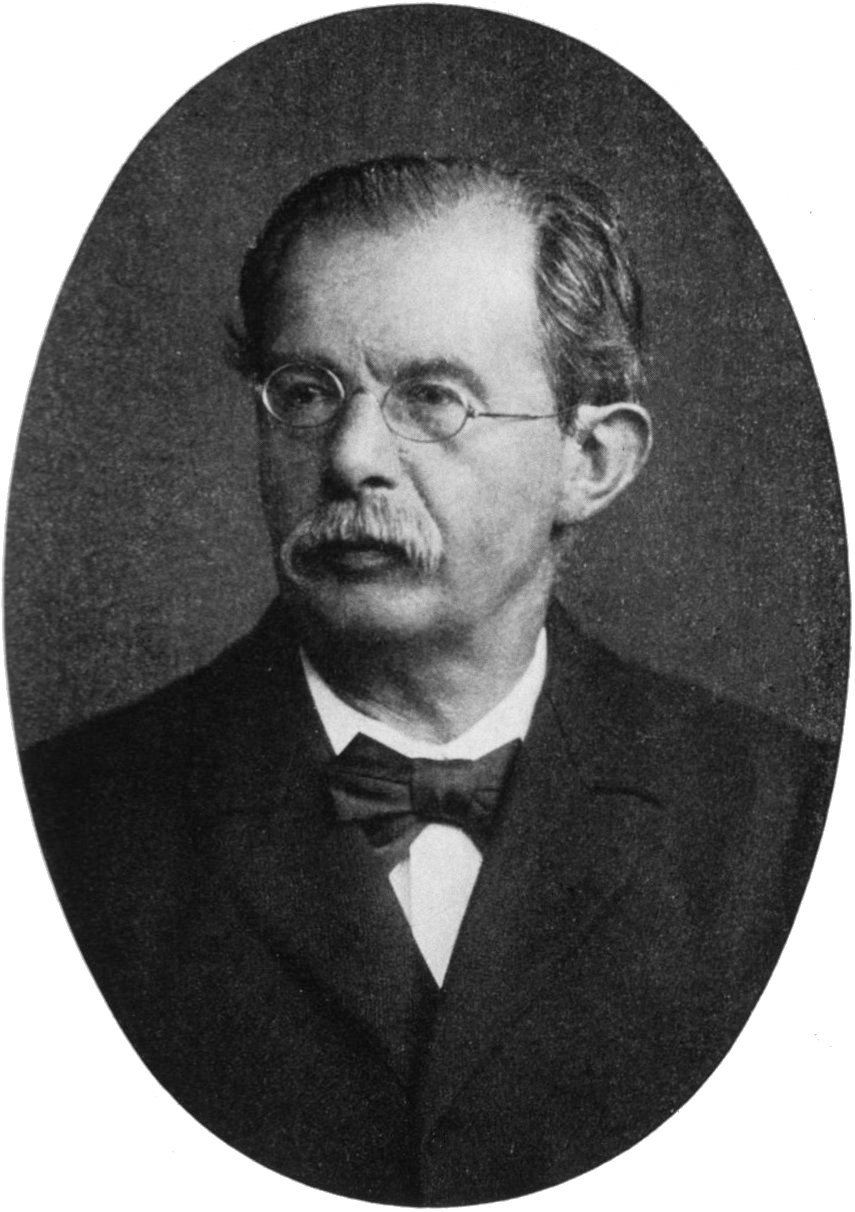
Friedrich Daniel von Recklinghausen

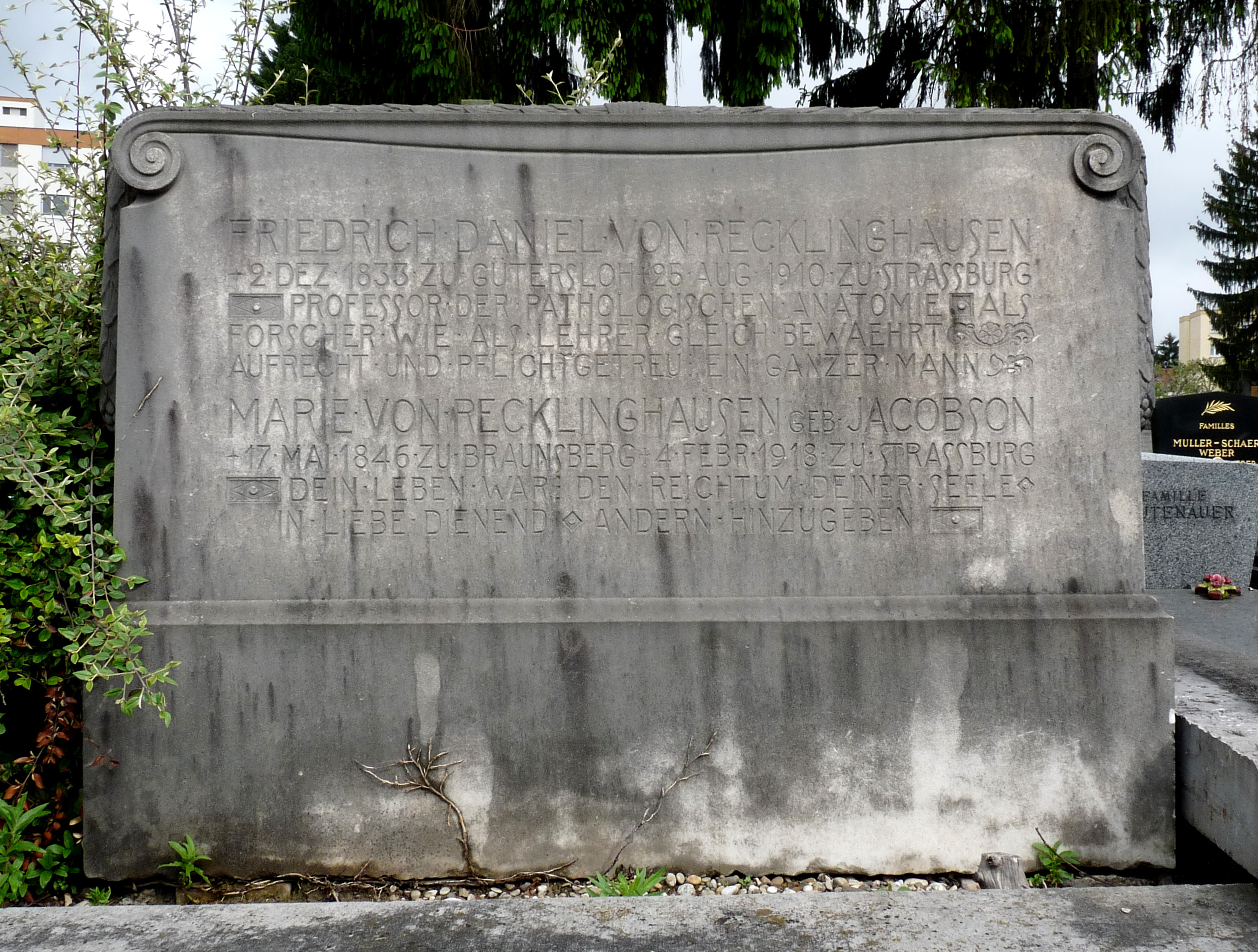
Grób Recklinghausena w Strasburgu

Friedrich Daniel von Recklinghausen (ur. 2 grudnia 1833 w Gütersloh, zm. 26 sierpnia 1910 w Strasburgu) – niemiecki lekarz patolog, działający w Würzburgu (1866–1872) i Strasburgu (1872–1906). Ojciec fizjologa Heinricha von Recklinghausena (1867–1942).
W 1882 opublikował klasyczną pracę, w której opisał nową jednostkę chorobową - nerwiakowłókniakowatość, i guzy określane jako nerwiakowłókniaki (neurofibromata). W uznaniu zasług patologa nerwiakowłókniakowatość typu 1 określana jest czasem jako choroba von Recklinghausena. W 1889 roku Recklinghausen wprowadził do medycyny termin haemochromatosis, i jako pierwszy dostrzegł związek między hemochromatozą a akumulacją żelaza w tkankach.
W 1901 r. poszerzył mankiet sfigmomanometru Scipione Riva-Rocciego, poprawiając dokładność urządzenia.

## Wybrane prace
- Die Lymphgefäße und ihre Beziehungen zum Bindegewebe. 1862
- Mikrophotographien nach pathologisch-anatomischen Präparaten. 1878
- Die multiplen Fibrome der Haut und ihre Beziehungen zu den multiplen Neuromen. 1881
- Über die historische Entwicklung des medizinischen Unterrichts, seine Vorbedingungen und seine Aufgabe. 1883
- Handbuch der allgemeinen Pathologie des Kreislaufes und der Ernährung. 1883
- Untersuchungen über die Spina bifida. 1886